# Saarisensaari (ö i Norra Savolax, Kuopio)
Saarisensaari är en ö i Finland. Den ligger i sjön Saarinen och i kommunen Siilinjärvi i den ekonomiska regionen  Kuopio ekonomiska region  och landskapet Norra Savolax, i den centrala delen av landet, 400 km norr om huvudstaden Helsingfors. Öns area är 7,5 hektar och dess största längd är 460 meter i nord-sydlig riktning.